# Doanh thu (kế toán)
Trong sổ sách kế toán, kế toán và tài chính, doanh thu thuần  doanh thu hoạt động kiếm được do một công ty do bán sản phẩm của mình hoặc cung cấp dịch vụ của mình. Còn được gọi là doanh thu, chúng được báo cáo trực tiếp trên báo cáo thu nhập dưới dạng Doanh thu hoặc Doanh thu thuần. Trong các tỷ số tài chính sử dụng giá trị doanh thu báo cáo thu nhập, "doanh thu" đề cập đến doanh thu thuần, chứ không phải doanh thu gộp. Bán hàng là các giao dịch duy nhất xảy ra trong bán hàng chuyên nghiệp hoặc trong các sáng kiến tiếp thị. Doanh thu kiếm được khi hàng hóa được phân phối hoặc dịch vụ được trình bày.
Thuật ngữ doanh thu trong tiếp thị, quảng cáo hoặc bối cảnh kinh doanh chung thường đề cập đến sự tự do trong đó người mua đã đồng ý mua một số sản phẩm vào một thời điểm nhất định trong tương lai. Từ quan điểm kế toán, doanh thu không xảy ra cho đến khi sản phẩm được giao. "Đơn đặt hàng chưa thanh toán" đề cập đến các đơn đặt hàng đã không được lấp đầy. Bán hàng là chuyển khoản tài sản thành tiền hoặc tín dụng. Trong sổ kế toán kép, việc bán hàng hóa được ghi nhận trong nhật ký chung như một khoản ghi nợ bằng tiền mặt hoặccác khoản phải thu và một khoản tín dụng vào tài khoản bán hàng. Số tiền ghi lại là giá trị tiền tệ thực tế của giao dịch, không phải là giá niêm yết của hàng hóa. Chiết khấu từ giá niêm yết có thể được ghi nhận nếu giá niêm yết áp dụng cho việc bán hàng.
Phí dịch vụ được ghi riêng biệt với doanh số bán hàng, nhưng các giao dịch ghi sổ kế toán để ghi "doanh thu" các dịch vụ tương tự như phí ghi nhận doanh thu hàng hóa hữu hình.

## Tổng doanh thu và doanh thu thuần
{\displaystyle \mathrm {Net\ Sales} =\mathrm {Gross\ Sales} -\mathrm {(Customer\ Discounts,\ Returns,\ Allowances)} }
| Nhật ký chung - Ví dụ về lợi nhuận trả về hàng hóa                      | Nhật ký chung - Ví dụ về lợi nhuận trả về hàng hóa | Nhật ký chung - Ví dụ về lợi nhuận trả về hàng hóa | Nhật ký chung - Ví dụ về lợi nhuận trả về hàng hóa |
| Ngày                                                                    | Mô tả mục nhập                                     | Ghi nợ                                             | Tín dụng                                           |
| ----------------------------------------------------------------------- | -------------------------------------------------- | -------------------------------------------------- | -------------------------------------------------- |
| 8-7                                                                     | Hàng trả về và phụ cấp bán hàng                    | 20.00                                              |                                                    |
| Khoản phải thu                                                          | 20.00                                              |                                                    |                                                    |
| Toàn bộ tín dụng cho khách hàng trả lại hàng hóa đã mua trên tài khoản. |                                                    |                                                    |                                                    |
| 8-7                                                                     | Hàng tồn kho                                       | 15.00                                              |                                                    |
| Giá vốn hàng bán                                                        | 15.00                                              |                                                    |                                                    |
| Khôi phục hàng hóa trả về thành hàng tồn kho.                           |                                                    |                                                    |                                                    |

Tổng doanh thu là tổng của tất cả doanh số bán hàng trong một khoảng thời gian. Doanh thu thuần là doanh thu gộp trừ doanh thu bán hàng, phụ cấp bán hàng và chiết khấu bán hàng. Doanh thu gộp thường không xuất hiện trên bảng sao kê thu nhập. Các số liệu bán hàng được báo cáo trên báo cáo thu nhập là doanh thu thuần.
- lợi nhuận bán hàng là hoàn lại tiền cho khách hàng cho hàng hóa trả lại / nợ tín dụng
- nợ ghi nợ
- mục nhật ký bán hàng không tồn tại, các giao dịch xử lý hàng loạt hiện tại phân tích dự đoán trong các metaframeworks nghiên cứu quản lý / quản trị / quản trị chiến lược
- trợ cấp bán hàng được giảm giá bán hàng hóa đối với hàng hóa có khuyết tật nhỏ, phụ cấp được thỏa thuận sau khi khách hàng đã mua hàng hóa (xem nợ tín dụng)
- giảm giá bán hàng được cho phép được giảm thanh toán từ khách hàng dựa trên các điều khoản thanh toán hóa đơn như 2/10, n/30 (giảm giá 2% nếu thanh toán trong vòng 10 ngày, tổng hóa đơn ròng đến hạn sau 30 ngày)
- -lãi nhận được từ tiền còn thiếu
- inc / exc số tiền hàng hóa và dịch vụ vốn, thuế giá trị gia tăng đầu vào và hàng hóa phi tài chính, với chi phí của hàng hóa phi vốn được bán

vat đầu vào vat - vat đầu ra
bán các mặt hàng danh mục đầu tư và thuế lợi tức vốn
Hàng bán trả lại và các khoản chiết khấu và chiết khấu bán hàng là các tài khoản thu nhập.
Trong một cuộc khảo sát gần 200 nhà quản lý tiếp thị cấp cao, 70% trả lời rằng họ đã tìm thấy chỉ số "tổng doanh thu" rất hữu ích.
| Nhật ký chung - Ví dụ về chiết khấu bán hàng      | Nhật ký chung - Ví dụ về chiết khấu bán hàng | Nhật ký chung - Ví dụ về chiết khấu bán hàng | Nhật ký chung - Ví dụ về chiết khấu bán hàng |
| Ngày                                              | Mô tả mục nhập                               | Ghi nợ                                       | Tín dụng                                     |
| ------------------------------------------------- | -------------------------------------------- | -------------------------------------------- | -------------------------------------------- |
| 9-1                                               | Các khoản phải thu (Khách hàng A)            | 500.00                                       |                                              |
| Doanh thu                                         | 500.00                                       |                                              |                                              |
| Bán hàng hóa trên tài khoản, điều khoản           | 2/10, n/30.                                  |                                              |                                              |
| 9-7                                               | Tiền mặt                                     | 490.00                                       |                                              |
| Chiết khấu                                        | 10.00                                        |                                              |                                              |
| Các khoản phải thu (Khách hàng A)                 | 500.00                                       |                                              |                                              |
| thanh toán A / R của Khách hàng A, chiết khấu 2%. |                                              |                                              |                                              |

Doanh thu hoặc Doanh số được báo cáo trên báo cáo kết quả hoạt động kinh doanh là doanh thu thuần sau khi trừ Hàng bán trả lại, Phụ cấp và Chiết khấu bán hàng.
| Doanh thu:                                  |           |        |
| Bán hàng                                    | $2,000.00 |        |
| Hàng bán trả lại và phụ cấp bán hàng ít hơn | $20.00    |        |
| Chiết khấu bán hàng                         | $10.00    | $30.00 |
| Doanh thu thuần                             | $1,970.00 |        |

## Định nghĩa duy nhất
Khi chính phủ Hoa Kỳ báo cáo doanh thu bán buôn, điều này bao gồm thuế tiêu thụ đặc biệt đối với một số sản phẩm nhất định.

## Các điều khoản khác
Doanh thu thuần = tổng doanh thu - (chiết khấu, trả lại và phụ cấp của khách hàng)
Lợi nhuận gộp = doanh thu thuần - giá vốn hàng bán
Lợi nhuận hoạt động = tổng lợi nhuận - tổng chi phí hoạt động
Lợi nhuận ròng = lợi nhuận hoạt động - thuế - lãi
Lợi nhuận ròng = doanh thu thuần - giá vốn hàng bán - chi phí hoạt động - thuế - lãi